# Dent & Co.
Dent & Co. или Dent's (Дент энд Ко, 寶順洋行, Баошунь) — одна из крупнейших британских торговых фирм (hong, 行), участвовавших в торговле с цинским Китаем в XIX веке. Наряду с Jardine, Matheson & Co. и Russell & Company играла ключевую роль в торговле опиумом между Британской Индией, Британским Гонконгом и Кантоном. В 1820-х годах компанию возглавили братья Томас и Ланселот Дент, при которых Dent & Co. превратилась в один из крупнейших торговых домов Кантона. Действия Ланселота Дента и других британских торговцев опиумом отчасти спровоцировали начало Первой опиумной войны.
В дальнейшем Dent & Co. сыграла немаловажную роль в превращении Гонконга и Шанхая в крупнейшие торгово-финансовые центры Дальнего Востока. После оккупации Гонконга и передачи его во владение Великобритании (1841—1842) лишь Dent & Co. на равных выступала с быстро растущим торговым домом Jardine, Matheson & Co., занявшим доминирующие позиции в деловом мире новой колонии. Разорение компании в 1867 году вызвало широкий резонанс в деловых кругах Гонконга.

## Основание

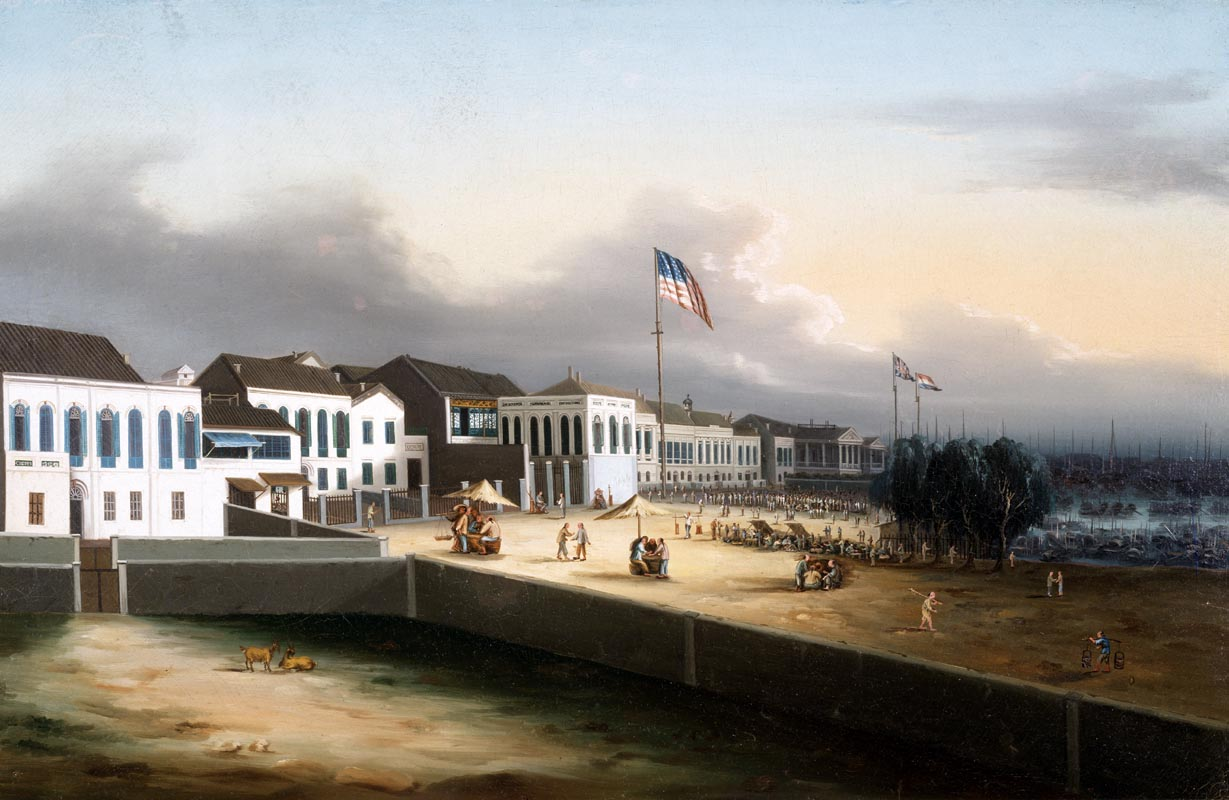
Иностранные фактории в Кантоне

В 1809 году бывший управляющий грузами Британской Ост-Индской компании Джордж Бэринг (1781–1854), сын баронета Френсиса Бэринга (1740–1810), основавшего влиятельную банкирскую династию Бэрингов, учредил собственную компанию по торговле опиумом. Основной поток наркотиков следовал из Мальвы и Бенгалии через Калькутту в Кантон. После того, как компания на время вышла из опиумного бизнеса, в 1813–1820 годах единственным её владельцем был Уильям Дэвидсон.
В начале 1820-х годов к компании в качестве партнёров присоединились прибывшие в Кантон Томас Дент и Роберт Хью Инглис (отец и дядя последнего имели огромное влияние в Ост-Индской компании). Вскоре в Кантоне образовался крупнейший опиумный синдикат, в который вошли компании Beale & Magniac и Davidson & Dent. В 1824 году, после отъезда Уильяма Дэвидсона, компания изменила своё название с Davidson & Dent на Dent & Co., а в 1827 году к Томасу Денту примкнул его брат Ланселот.

## Расцвет
В 1831 году Томас Дент вышел из состава учредителей компании и старшим партнёром торгового дома Dent & Co. стал Ланселот Дент. Он часто бывал в Калькутте, где покупал индийский опиум на знаменитом аукционе. Одним из крупнейших партнёров Дента была Carr, Tagore & Company, которой управлял бенгальский купец Дварканатх Тагор, дед Рабиндраната Тагора. В 1835 году Dent & Co. выступила главным учредителем крупной страховой компании Union Insurance Society of Canton (Кантон). В 1839 году по приказу Линь Цзэсюя Ланселот Дент был арестован в Кантоне и обвинён в контрабанде опиума, что послужило поводом к началу Первой опиумной войны.
В 1841 году британцы оккупировали остров Гонконг, после чего Dent & Co. одной из первых начала свою деятельность в новой колонии. Хотя большинство коммерсантов скептически относилось к деловым перспективам Гонконга, оставаясь в Кантоне и Макао, Dent & Co. приобрела участок земли и начала на нём строительство. Кроме того, вскоре в Гонконг перебралась и компания Union Insurance Society of Canton, ставшая первым страховщиком колонии. После окончания Первой опиумной войны, также одной из первых, Dent & Co. учредила офис и в открытом для внешней торговли Шанхае (здание компании возвышалось на престижной набережной Бунд). Кроме торговли опиумом, Dent & Co. активно включилась в международную торговлю шёлком и чаем, обзавелась собственными пароходами, причалами, доками и складскими помещениями.
В портах на китайском побережье было неспокойно, что вынуждало Dent & Co. содержать многочисленную охрану. Однако, это не всегда помогало — весной 1843 года в Гонконге местные гангстеры разгромили не только конторы Dent & Co. и Jardine, Matheson & Co., но и помещения правительственной канцелярии и миссионерской школы.
Несмотря на некоторую дифференциацию бизнеса, основной сферой деятельности Dent & Co. оставалась торговля опиумом. Вместе с Jardine, Matheson & Co. Дентам принадлежало господствующее положение в торговле опиумом у берегов Китая. Гонконг использовался в качестве огромного склада, откуда индийский опиум распределялся по всему побережью. Dent & Co. предпочитала выносить наркоторговлю за пределы колонии, где с помощью собственного флота было проще контролировать рынок. Быстроходные суда компании развозили опиум по китайским портам и собирали деньги, вырученные за предыдущие партии товара. Когда китайские скупщики опиума стали самостоятельно прибывать в Гонконг, Dent & Co. и Jardine, Matheson & Co. резко снизили цены, сделав практику закупок в колонии нерентабельной.
В 1845 году к фирме в качестве нового партнёра присоединился шотландский коммерсант Томас Чей Бил, после чего она изменила название на Dent, Beale & Co. (Шанхай), однако после отъезда Била в 1857 году торговый дом вернулся к своему прежнему названию Dent & Co. В 1850 году на Педдер-стрит выросло новое здание Dent & Co., и компания официально открыла свой главный гонконгский офис (позже на этом месте вырос Центральный район города Виктория, а в 1864 году офис Dent & Co. был перестроен).
Офис Dent & Co. в Гонконге
Росло и политическое влияние компании. В 1850 году наиболее могущественные коммерсанты британской колонии, в том числе руководители Dent & Co., Jardine, Matheson & Co. и Gibb, Livingston & Co., входившие в число мировых судей, избрали двух своих представителей в Законодательный совет Гонконга. Предприниматели рассчитывали влиять на политику колониальной администрации, а также стремились, прежде всего, не допустить расширения налогообложения своих коммерческих операций.
В октябре 1865 года гонконгские органы управления в соответствии с новыми «Губернаторскими инструкциями» претерпели изменения. Отныне в Законодательный совет кроме пяти чиновников входили ещё и четыре неофициальных члена с широкими полномочиями. Трое из этих неофициальных членов представляли верхушку делового мира колонии — фирмы Dent & Co., Jardine, Matheson & Co. и Peninsular and Oriental (после разорения Dent & Co. её место в совете занял представитель Gibb, Livingston & Co.).
Весной 1865 года глава Dent & Co. Джон Дент и партнёр фирмы Джон Френсис Чомли сыграли важную роль в учреждении The Hongkong and Shanghai Banking Corporation (одно время Дент и Чомли являлись совладельцами и председателями совета банка). До этого большинство банков в Гонконге были прежде всего связаны с международной торговлей между Индией и Китаем, а местной буржуазии требовался финансовый институт, предназначенный в первую очередь для обслуживания её экономической деятельности.
Идея создания местного банка, предложенная представителем Peninsular and Oriental в Гонконге Томасом Сазерлендом, нашла поддержку основных торговых домов колонии, а также предпринимателей из числа парсов. Лишь Jardine, Matheson & Co. не поддержала эту инициативу, выдвинутую к тому же её основным конкурентом Dent & Co.. Влияние Дентов в новом банке усиливало ещё и то, что Уильям Дент из Dent & Co. являлся крупным акционером пароходства Peninsular and Oriental, которое, в свою очередь, через Сазерленда стояло у истоков The Hongkong and Shanghai Banking Corporation (однако, являясь значительным совладельцем P&O, Уильям Дент не входил в совет директоров компании).

## Разорение
Весной 1866 года разорился дисконтный банк Overend, Gurney and Company, что вызвало крупную панику на Ломбард-стрит и в деловых кругах Британской империи. К концу 1866 года в Гонконге из 11 банков уцелело только шесть. В результате финансового кризиса в Лондоне и его отголосков в Гонконге летом 1867 года разорилась и Dent & Co., однако её главный конкурент Jardine, Matheson & Co. смогла выстоять. После краха Джон Дент был вынужден уйти со своих постов в Законодательном совете Гонконга, Гонконгской торговой палате и The Hongkong and Shanghai Banking Corporation. В счёт погашения долгов партнёры Dent & Co. продали здание компании в Гонконге и перебрались в Шанхай.
После разорения ранее влиятельной Dent & Co. стало возможным постепенное сближение могущественных Jardine, Matheson & Co. и The Hongkong and Shanghai Banking Corporation, которые стали тесно сотрудничать в предоставлении займов императорскому двору Китая и местным китайским губернаторам. Кроме того, после краха Dent & Co. основными акционерами Union Insurance Society of Canton стали Jardine, Matheson & Co., Gibb, Livingston & Co., David Sassoon & Co. и другие крупнейшие компании Гонконга.

## Ключевые фигуры
Ланселот Дент родился в 1799 году в Уэстморленде в семье Уильяма и Джейн Дент. В 1830—1840-х годах играл ключевую роль в деятельности семейной фирмы. После завершения карьеры в Dent & Co., Ланселот построил в Камбрии знаменитый Фласс-хаус в палладианском стиле (в 1972 году семья Дент продала особняк историку и писателю Фрэнку Уэлшу). Умер в Лондоне 28 ноября 1853 года.

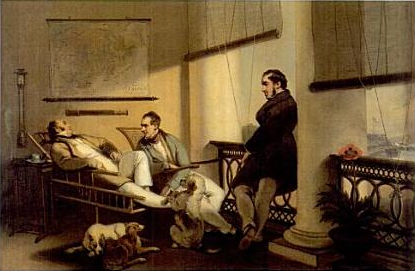
Веранда Ланселота Дента. На картине Джорджа Чиннери он с французским торговцем Дюрантом и британским офицером Уильямом Халлом

После того, как от руководства фирмой отошли братья Ланселот и Уилкинсон Дент, старшим партнёром Dent & Co. стал их племянник Джон Дент. Он родился в 1821 году, в 1844 году стал неофициальным мировым судьёй Гонконга, в 1857–1861 и 1866–1867 годах занимал пост неофициального члена Законодательного совета Гонконга, в 1866–1867 годах — пост председателя The Hongkong and Shanghai Banking Corporation, в 1871–1873 годах — пост председателя муниципального совета Шанхая. С 1858 по 1867 год Джон Дент являлся консулом Сардинского королевства и Королевства Италии в Гонконге, в 1866 году был избран председателем Гонконгской торговой палаты. Коммерсант вёл роскошный образ жизни, тратил огромные средства на скаковых лошадей. После возвращения в Лондон он стал совладельцем и главой Blakely Ordnance Company, умер в 1892 году.
Другим влиятельным партнёром в торговом доме Dent & Co. был Джон Френсис Чомли, родившийся в Дублине в 1822 году. В 1861–1866 годах он занимал пост неофициального члена Законодательного совета Гонконга (сменил на этом посту Джона Дента), в 1865–1866 годах возглавлял The Hongkong and Shanghai Banking Corporation (был первым председателем совета банка). После разорения Dent & Co. Чомли служил консулом королевы Виктории в Гонконге (1868), после чего вернулся в Ирландию, где скончался в 1892 году.

## Память и наследие

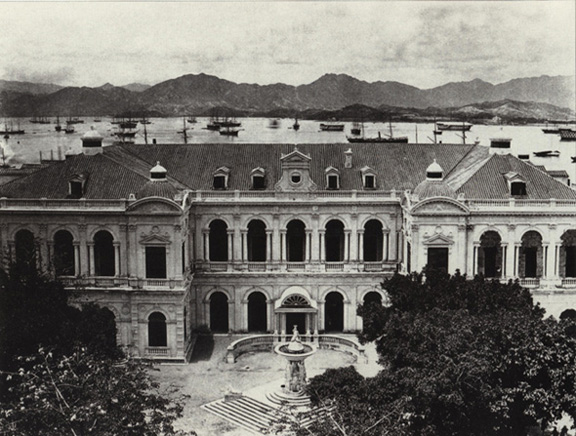
Фонтан у входа в Гонконгскую мэрию

Джон Дент финансировал некоторые строительные проекты в Гонконге. В частности, на его пожертвования был установлен роскошный фонтан у здания Гонконгской мэрии, а в 1862 году на Педдер-стрит, возле главного офиса Dent & Co. была построена башня с часами (ныне на месте первого муниципалитета расположены небоскрёб британского банка HSBC и один из офисов китайского Bank of China).
На месте гонконгского офиса Dent & Co., проданного сразу после разорения, в 1893 году выросло новое шестиэтажное крыло Hong Kong Hotel (сегодня на месте бывшего отеля, сгоревшего в 1926 году, возвышается офисно-торговый комплекс The Landmark).
В 1997 году на экраны вышел эпический китайский фильм «Опиумная война» режиссёра Се Цзиня, в котором Ланселота Дента сыграл британский актёр Боб Пек.

## Комментарии
1. ↑  Позже, в 1832 году, из фирмы Beale & Magniac выделилась самостоятельная компания Jardine, Matheson & Co.